# Karl Vossler
Karl Vossler (6. září 1872, Stuttgart – 18. května 1949, Mnichov) byl německý jazykovědec, romanista.

## Biografie
Navštěvoval gymnázium v Ulmu, posléze studoval germanistiku a romanistiku na univerzitách v Tübingenu, Ženevě, Štrasburku, Římě a Heidelbergu. Roku 1897 získal na Univerzitě Heidelberg doktorský titul v oboru germanistiky, a to za svoji práci o Madrigalu.
Udržoval také např. písemný styk s italským literátem Benedettem Crocem.